# Bradgate (Iowa)
Pour les articles homonymes, voir Bradgate.
Bradgate est une ville du comté de Humboldt, en Iowa, aux États-Unis. Elle est incorporée le 20 juin 1893.

## Source de la traduction
- (en) Cet article est partiellement ou en totalité issu de l’article de Wikipédia en anglais intitulé « Bradgate, Iowa » (voir la liste des auteurs).